# Nethaneel Mitchell-Blake
Nethaneel Joseph Mitchell-Blake  (* 2. April 1994 in Newham, London) ist ein britischer Sprinter.

## Sportliche Laufbahn
In London geboren zogen seine Eltern Joseph Blake und Audrey Mitchell-Blake in ihr Heimatland nach Jamaika zurück, als Nethaneel 13 Jahre alt war. Bereits in Großbritannien gehörte er zu den stärksten Sprintern seines Jahrganges. Das Jamaica College in Kingston erkannte sein Talent ebenfalls und er konnte sich auch in Jamaika gegen die starke Konkurrenz durchsetzen. Seine starken Leistungen führten dazu, dass er sich für die Jugendweltmeisterschaften 2011 in Lille qualifizieren konnte. Ein möglicher Nationenwechsel stand für ihn nie zur Diskussion. Dort erreichte er in seinem Semifinale den fünften Platz.
Anschließend wechselte Nethaneel auf die Louisiana State University (LSU) in Baton Rouge im US-Bundesstaat Louisiana. Die Universität bot ihm ein Sportstipendium und die Möglichkeit Wirtschaft zu studieren an. 2013 gewann er bei den Junioreneuropameisterschaften in Rieti die Goldmedaille über 200 Meter.
Die Vorbereitungen für 2014 wurde durch Verletzungen gebremst, so dass Mitchell-Blake keine neuen persönlichen Bestzeiten aufstellte. Am 20. Oktober 2014 wurde er beschuldigt eine Frau in seinem Appartement vergewaltigt zu haben. Die Beschuldigungen erhärteten sich nicht, aber Mitchell-Blake war am Ende neun Monate vom LSU-Leichtathletikteam suspendiert und nach seinem Freispruch im Sommer 2015 war die Saison schon beinahe zu Ende.
Erst 2016 konnte er an seine Form von 2013 wieder anschließen und neue persönliche Bestzeiten aufstellen. Bei den NCAA Hallenmeisterschaften 2016 erreichte er den zweiten Platz über 200 Meter. Seine im April gelaufene 10,09 s über 100 Meter waren britische Saisonbestleistung. Seinen internationalen Durchbruch gelang ihm im Mai 2016, als er als erst zweiter Brite nach John Regis überhaupt mit 19,95 s über 200 Meter unter 20 Sekunden lief. Er konnte sich auch für die Olympischen Spiele in Rio de Janeiro qualifizieren, schied dort aber über 200 Meter im Halbfinale aus.
Im Mai 2017 verbesserte er seine persönliche Bestzeit über 100 Meter auf 9,99 s. Er ist damit nach Adam Gemili der zweite Brite der über 200 Meter unter 20 Sekunden und über 100 Meter unter 10 Sekunden blieb.
Sein größter Erfolg gelang ihm bei den Weltmeisterschaften in London, als er als Außenseiter mit der britischen Mannschaft über 4-mal 100 Meter die Goldmedaille holte.
Bei den Weltmeisterschaften 2019 in Doha gewann er mit der 4-mal-100-Meter-Staffel die Silbermedaille.
Seine erste olympische Medaille gewann er ebenfalls mit der Staffel bei den 2021 ausgetragenen Olympischen Spielen von Tokio.
2022 gewann er die Bronzemedaille mit der Staffel bei den Weltmeisterschaften in Eugene.
Bei den Olympischen Spielen 2024 in Paris gewann er mit der 4-mal-100-Meter-Staffel die Bronzemedaille.

## Persönliche Bestzeiten
- 100 m: 9,99 s, 13. Mai 2017, Columbia
  - 60 m (Halle): 6,65 s, 19. Februar 2016, Baton Rouge
- 200 m: 19,95 s, 14. Mai 2016, Tuscaloosa
  - Halle: 20,49 s, 11. Februar 2017, Fayetteville